# Juan Manuel de Mendoza y Luna

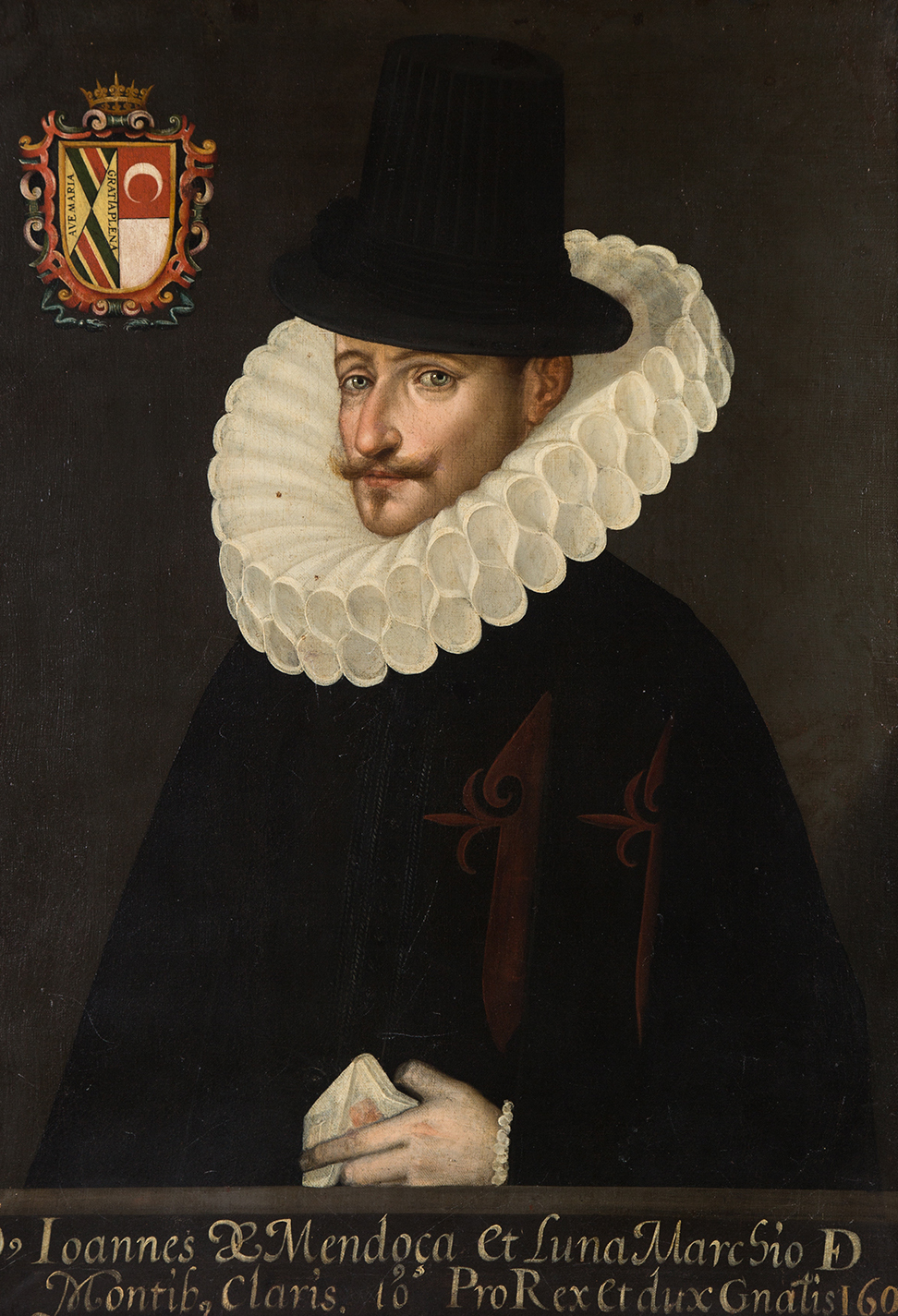
Juan Manuel de Mendoza y Luna

Juan Manuel de Mendoza y Luna, 3. Marqués de Montesclaros (* Januar 1571 in Guadalajara, Kastilien, Spanien; † 9. Oktober 1628 in Madrid, Spanien) war ein spanischer Offizier, der von 1603 bis 1607 als Vizekönig von Neuspanien und von 1607 bis 1615 als Vizekönig von Peru amtierte.

## Leben

### Herkunft und Jugend
Juan de Mendoza wurde in eine wohlhabende spanische Adelsfamilie geboren. Sein Vater starb, als er noch klein war; die Mutter übernahm seine Erziehung. Er trat in die Dienste der spanischen Krone und nahm am Feldzug des Herzogs von Alba in Portugal teil. 1591 wurde er in den Orden von Santiago aufgenommen und amtierte als Gouverneur von Sevilla.

### Vizekönig von Neuspanien
Im Mai 1603 wurde Mendoza zum Vizekönig von Neuspanien berufen. Er segelte in die Neue Welt und traf dort Ende Oktober 1603 ein. Seine erste Amtshandlung bestand darin, seinen Vorgänger Gaspar de Zúñiga y Acevedo, Conde de Monterrey, der aus Mexiko nach Peru versetzt worden war, wegen Überschreitung seiner Kompetenzen anzuklagen. Die Vorwürfe erwiesen sich allerdings als haltlos.
Mexiko-Stadt wurde 1604 von einer heftigen Überschwemmungen heimgesucht. Mendoza schlug eine Verlagerung der Stadt vor; diese Idee scheiterte aber am Widerstand der Einwohner, die auf die Errungenschaften der vorhandenen Gebäude und Infrastruktur nicht verzichten wollten. Der Vizekönig befahl daraufhin umfangreiche Arbeiten zur Entwässerung und zum Hochwasserschutz; an der Baustelle waren pro Tag bis zu 15.000 (zwangsverpflichtete) Einheimische beschäftigt. Auch sonst setzte sich der Vizekönig für Neubauten von Städten und Wasserleitungen ein. Im November 1606 wurde er (wie sein Vorgänger) als Vizekönig nach Peru berufen.

### Vizekönig von Peru
Am 21. Dezember 1607 erreichte er Lima und löste dort den Oidor Juan Fernández de Boán als Vizekönig von Peru ab. In seiner Amtszeit bis 1615 baute er eine Flotte zum Schutz vor (englischen und holländischen) Freibeutern auf und leitete einige Bauvorhaben ein. Im Dezember 1615 löste ihn Francisco de Borja y Aragón als Vizekönig ab.

### Zurück in Europa
Nach Vollendung seiner Amtszeit kehrte Juan Mendoza nach Europa zurück. Er übernahm in Spanien weitere hohe Ämter und starb in Madrid.